# Hollywood Death Star
Hollywood Death Star ist das zwölfte und finale Studioalbum des US-amerikanischen Musikprojektes Blood on the Dance Floor. Es erschien am 5. September 2019.

## Hintergrund
Nach der privaten wie auch künstlerischen Trennung der beiden Bandmitglieder Fallon Vendetta und Dahvie Vanity führte letztgenannter das Musikprojekt Blood on the Dance Floor seit Anfang 2019 alleine fort. Am 28. Juli desselben Jahres wurde das Erscheinen des neuen Albums angekündigt; zeitgleich wurde bekanntgegeben, dass es sich um die letzte Veröffentlichung des Projektes handeln würde. In Zukunft möchte sich Vanity der Musik seines neuen Pseudonyms Kawaii Monster widmen.
Hollywood Death Star ist das erste Album nach der in der Musikpresse vielfach thematisierten Sperre der Band auf der Streamingplattform Spotify. Nach It’s Hard to Be a Diamond in a Rhinestone World ist es zudem das zweite Album, bei welchem Dahvie Vanity zum Veröffentlichungszeitpunkt das alleinige Bandmitglied darstellt (damals verließ Christopher Mongillo jedoch erst im Laufe der Entstehung des Werkes die Gruppe und wirkte noch an den meisten Titeln mit). Er produzierte und schrieb sämtliche Lieder eigenhändig, wobei auf drei Titeln Fallon Vendetta sowie auf einem Voxout als Co-Autoren angegeben sind. Letzterer ist auch der einzige Gastmusiker des Werkes.
Hollywood Death Star erschien digital, und war außerdem als limitierte CD auf der Website des Musikprojektes erhältlich.
Aus dem Album wurden sechs Singles ausgekoppelt: Best of Me, Evolve, Hoping For the Impossible, My Mind is on the Edge, Sex Rx und Sweet Like Popsicles. Der Titel Scream Queen war zudem bereits auf der limitierten CD-Edition des Vorgängeralbums Cinema Erotica vorhanden; bei Eat You Alive handelt es sich um dasselbe Lied, das 2017 auf der Party Edition des Debütalbums Let’s Start a Riot! unter dem Titel Modern World Christ (Reborn) als Bonustrack erschien. Die Leadsingle Best of Me war zudem etwa einen Monat vor der Veröffentlichung des Albums ebenfalls auf der Kawaii Monster-EP Poison Love enthalten, trug dort allerdings den Titel Revolt.

## Musik und Texte
Die Lieder auf Hollywood Death Star lassen sich verschiedenen Subgenres der elektronischen Popmusik zuordnen. Mehrere der Songs sind mit einem stampfenden Techno-Beat unterlegt und weisen Elemente des Eurodance auf; Rhythmen auf anderen Tracks zeigen sich diverser und lassen sich mit denen von chartorientierter, zeitgenössischer Beiträge vergleichen. Die einzelnen Stücke unterscheiden sich jedoch stark in ihrer Tonalität, sodass einige Titel durch fröhliche und leichte Melodien auffallen, während andere Anleihen des Industrial Rock beinhalten. Auf den meisten Titeln übernimmt ausschließlich Dahvie Vanity den Leadgesang; nur vereinzelt finden sich Stimmaufnahmen von Fallon Vendetta wieder. Auf einer Vielzahl der Lieder überwiegen gerappte Passagen den gesungenen Anteil, dennoch stellen die meisten von ihnen eingängige Refrains in den Mittelpunkt. Ein zentrales Thema des Albums ist vor allem das Überwinden schwieriger Situationen und negativer Gefühle. Diese sind sowohl gesellschaftlicher als auch persönlicher Natur; Liebeskummer, Rassismus, Gerüchte, Korruption und persönliche Angriffe werden alle in den Texten verarbeitet. Auch gibt es mehrere Lieder, welche Sexualität zelebrieren.

## Covergestaltung
Das Coverartwork zu Hollywood Death Star zeigt vor einem schwarzen Hintergrund einen aus gezeichneten, teilweise gebrochenen Knochen geformten Stern. In dessen Mitte steht der Bandname in gotischer Schrift sowie darunter der Albumtitel im Stil des Hollywood Signs. Unter ihm ist eine stilisierte Schallplatte inklusive Nadel zu sehen.

## Titelliste
| Nr. | Titel                            | Länge |
| --- | -------------------------------- | ----- |
| 1.  | Curse Like Medusa (feat. Voxout) | 3:38  |
| 2.  | Best of Me                       | 3:21  |
| 3.  | Hoping For the Impossible        | 3:49  |
| 4.  | Evolve                           | 3:43  |
| 5.  | My Mind is on the Edge           | 3:49  |
| 6.  | Sex Rx                           | 3:46  |
| 7.  | Oh What a Pity!                  | 3:37  |
| 8.  | Eat You Alive                    | 3:51  |
| 9.  | Hysteria                         | 3:41  |
| 10. | Sweet Like Popsicles             | 3:35  |
| 11. | Best of Me (Unplugged)           | 4:26  |
| 12. | Scream Queen                     | 3:51  |
| 13. | This is the End                  | 4:05  |

## Erfolg
Hollywood Death Star konnte sich, wie bereits alle vorangegangenen Alben nach 2014, weltweit nicht in den Charts beweisen.